# Линкольн-Парк (Нью-Джерси)
Линкольн-Парк (англ. Lincoln Park) — боро в округе Моррис, штат Нью-Джерси, США. По данным переписи населения США 2010 года, население района составляло 10 521 человек, что отражает снижение на 409 человек (-3,7 %) по сравнению с 10 930 человек, подсчитанными в переписи 2000 года, которые, в свою очередь, уменьшились на 48 человек (−0,4 %) из 10 978 человек, подсчитанных по переписи 1990 года.
Линкольн-Парк был указан в качестве городского поселения законом Законодательного собрания Нью-Джерси 11 марта 1922 года из частей городка Пекуаннок. Район был преобразован 26 февраля 1925 года. Район был назван в честь президента Авраама Линкольна.
Журнал New Jersey Monthly поставил Линкольн-Парк на 5-е место среди лучших мест для жизни в рейтинге «Лучшие места для жизни» в штате за 2008 год.
Среди известных уроженцев района бизнесмен и художник Эмзи Эммонс Зелифф и американская пловчиха Лорен Инглиш. Также он является местом смерти кинокомпозитора Анджело Бадаламенти.